# Westerhever
Westerhever (danès Vesterhever) és una ciutat del districte de Nordfriesland, dins l'Amt Eiderstedt, a l'estat alemany de Slesvig-Holstein. Està situada a l'extrem nord-oest de la península d'Eiderstedt.